# Aegires albus
Aegires albus är en snäckart som beskrevs av Johannes Thiele 1912.
Aegires albus ingår i släktet Aegires och familjen Aegiridae. Inga underarter finns listade i Catalogue of Life.